# Kansai-Dialekt
Unter Kansai-Dialekt (jap. 関西弁, Kansai-ben), auch Kinki-Dialekt (近畿方言, Kinki hōgen), werden diejenigen Dialekte zusammengefasst, die in der Region Kinki (Kansai-Gebiet) gesprochen werden.
Innerhalb des Kansai-Dialekts gibt es örtliche Variationen, die jedoch alle eine gemeinsame, besondere Betonung der japanischen Wörter (Kyōto-Betonung) zum Kennzeichen haben.
Verschiedene Kansai-Dialekte:
- Ōmi-Dialekt (近江弁) auf dem Gebiet der historischen Provinz Ōmi
- Kyōto-Dialekt (京都弁) in Kyōto und Umgebung (historische Provinz Yamashiro)
- Maizuru-Dialekt (舞鶴弁) in Maizuru und Reinan (Südwest-Fukui)
- Tamba-Dialekt (丹波弁) auf dem Gebiet der historischen Provinz Tamba
- Ise-Dialekt (伊勢弁) auf dem Gebiet der historischen Provinz Ise
  - Shima-Dialekt (志摩弁) im Süden der Halbinsel Shima
- Iga-Dialekt (伊賀弁) auf dem Gebiet der historischen Provinz Iga
- Osaka-Dialekt (大阪弁) + verschiedene Dialekte in der Präfektur Osaka
  - Semba-Kotoba (船場言葉) in Semba in Chūō-ku
  - Settsu-Dialekt (摂津弁) auf dem Gebiet der historischen Provinz Settsu
  - Kawachi-Dialekt (河内弁) auf dem Gebiet der historischen Provinz Kawachi
  - Senshū-Dialekt (泉州弁) auf dem Gebiet der historischen Provinz Izumi
- Kōbe-Dialekt (神戸弁) in Kōbe und darum (Süd-Hyōgo)
- Banshū-Dialekt (播州弁) auf dem Gebiet der historischen Provinz Harima
- Nara-Dialekt (Yamato-Dialekt; 奈良弁) auf dem Gebiet der Präfektur Nara
  - Totsukawa-Dialekt (十津川弁) im Süden des Yoshino-gun
- Kii-Dialekt (紀州弁) auf dem Gebiet der historischen Provinz Kii
- Awaji-Dialekt (淡路弁) auf Awaji-shima

## Besonderheiten

### Intonation
In der Kansai-Gegend werden manche Wörter anders als in Kantō intoniert. Hier einige Beispiele (H steht für hohe Intonation und L für tiefe Intonation. Pfeile geben an, wie die erste Silbe des darauffolgenden Wortes betont wird):
| Nummer | Wort   | Akzent | Schreibweise in Katakana und Romaji | Übersetzung                            |
| ------ | ------ | ------ | ----------------------------------- | -------------------------------------- |
| 1      | 浴びる | HHH    | あびる abiru                        | duschen                                |
| 2      | あっち | LLH    | acchi                               | dort drüben                            |
| 3      | あちら | LLH    | achira                              | dort                                   |
| 4      | 上げる | HHH    | あげる ageru                        | (hoch-)heben, geben                    |
| 5      | 赤     | LH↘    | あか aka                            | rot                                    |
| 6      | 開ける | HHH    | あける akeru                        | öffnen (z. B. Türen oder ein Geschäft) |
| 7      | 秋     | LH↘    | あき aki                            | Herbst                                 |
| 140    | 箸     | LH     | はし hashi                          | Stäbchen                               |
| 141    | 橋     | HL     | はし hashi                          | Brücke                                 |

Besonderheiten bilden die Wörter (橋) für Brücke, das auf der ersten Silbe höher betont ist (hashi),und das Wort für Essstäbchen (箸) Bei diesen ist die Betonung genau umgekehrt, wie in Kantō.

### Verneinung
Benutzung der Endungen -an  oder -hen/-n als Verneinung ist besonders für den Kansaiben. Beispiele: Verb dekiru (können) statt dekinai dekin/dekehen/dekihin, statt wakaranai wakaran/wakarahen/wakarehen.

### Endungen
Im Kansaiben ersetzt die Endung や die normale Endung だ. Zum Beispiel:
- あれが大阪や (Das dort ist Osaka: Are ga Ōsaka ya)

Zur Betonung oder Verstärkung des gesagten wird häufig ～ねん (~nen) an das Satzende gehängt. Endet der Satz mit や, wird ねん nach dem や angehängt. Zum Beispiel:
- めっちゃええねん (Das ist so cool: meccha ee nen)